# The Marina Torch
The Marina Torch, également appelé Dubai Torch ou juste The Torch, est un gratte-ciel construit à Dubaï. Inauguré en 2011, il mesure 352 m et comporte 86 étages.

## Incendies
Dans la nuit du 20 au 21 février 2015, un important incendie se déclare, causant l'évacuation de plusieurs centaines de personnes dans le quartier Dubaï Marina où se situe la tour. Le feu aurait pris en deux endroits. Personne n'a été blessé dans cet incident, mais des centaines de résidents ont été laissés sans abri après l'incendie, apparemment causé par un mégot de cigarette.
Le 4 août 2017, aux alentours d'une heure du matin (heure locale), un incendie se déclare dans le haut de la tour. Tout le monde est évacué et on ne déplore aucune victime.